# Wickiana

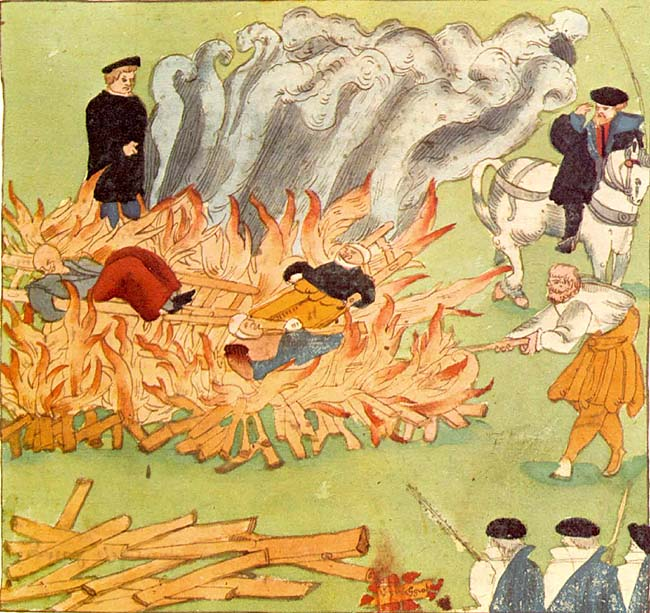
Passage au bûcher de 3 sorcières à Baden (1585).

Wickiana, de Johann Jakob Wick de Zurich (1522-1588), est une collection d'imageries populaires assemblée en 24 volumes entre 1560 et 1587. C'est une source importante concernant la Réforme protestante en Suisse[réf. nécessaire].

## Historique
Wick a vécu à Zurich, qui était alors sous l'égide de Heinrich Bullinger, le successeur d'Ulrich Zwingli. Il a étudié la théologie à Tübingen et était le pasteur de Witikon, à l'hôpital municipal et à Predigerkirche. Après cela il a été chanoine puis archidiacre à Grossmünster.
Les documents de Wick ont été réunis dans la librairie du monastère de Grossmünster après sa mort en 1588. Ils ont été déplacés à la Bibliothèque centrale de Zurich en 1836. La collection originale divisait les manuscrits de la librairie et les images. La collection comprend 429 impressions de la collection originale de Grossmünster (PAS II 1-24) et 10 pièces ajoutés plus tard (PAS II 25). La partie manuscrite a les références bibliothécaires F 12-35. La collection a été partiellement publiée en fac-similé dans une édition commentée de 1997-2005.

## Exemples

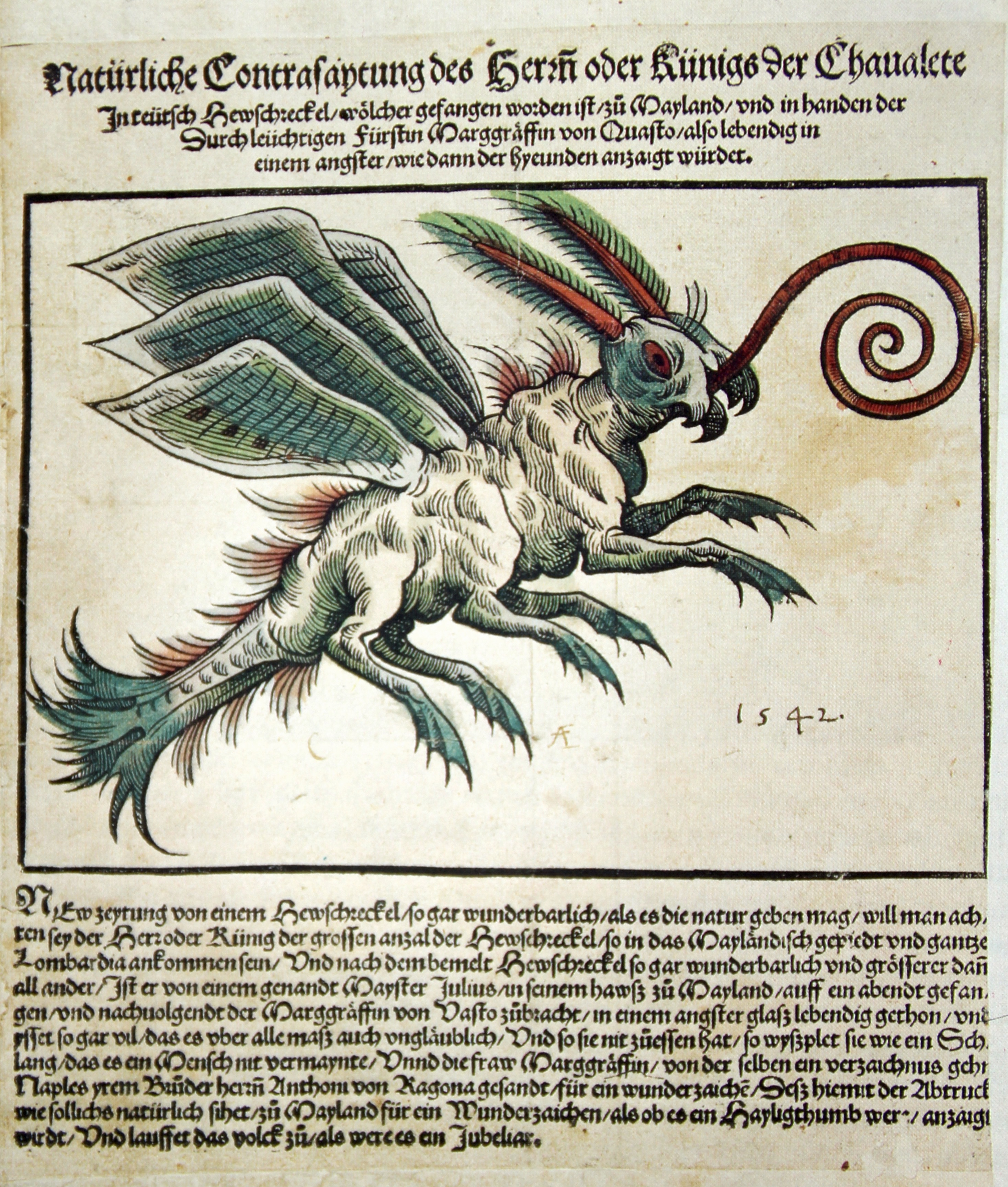
Sauterelle
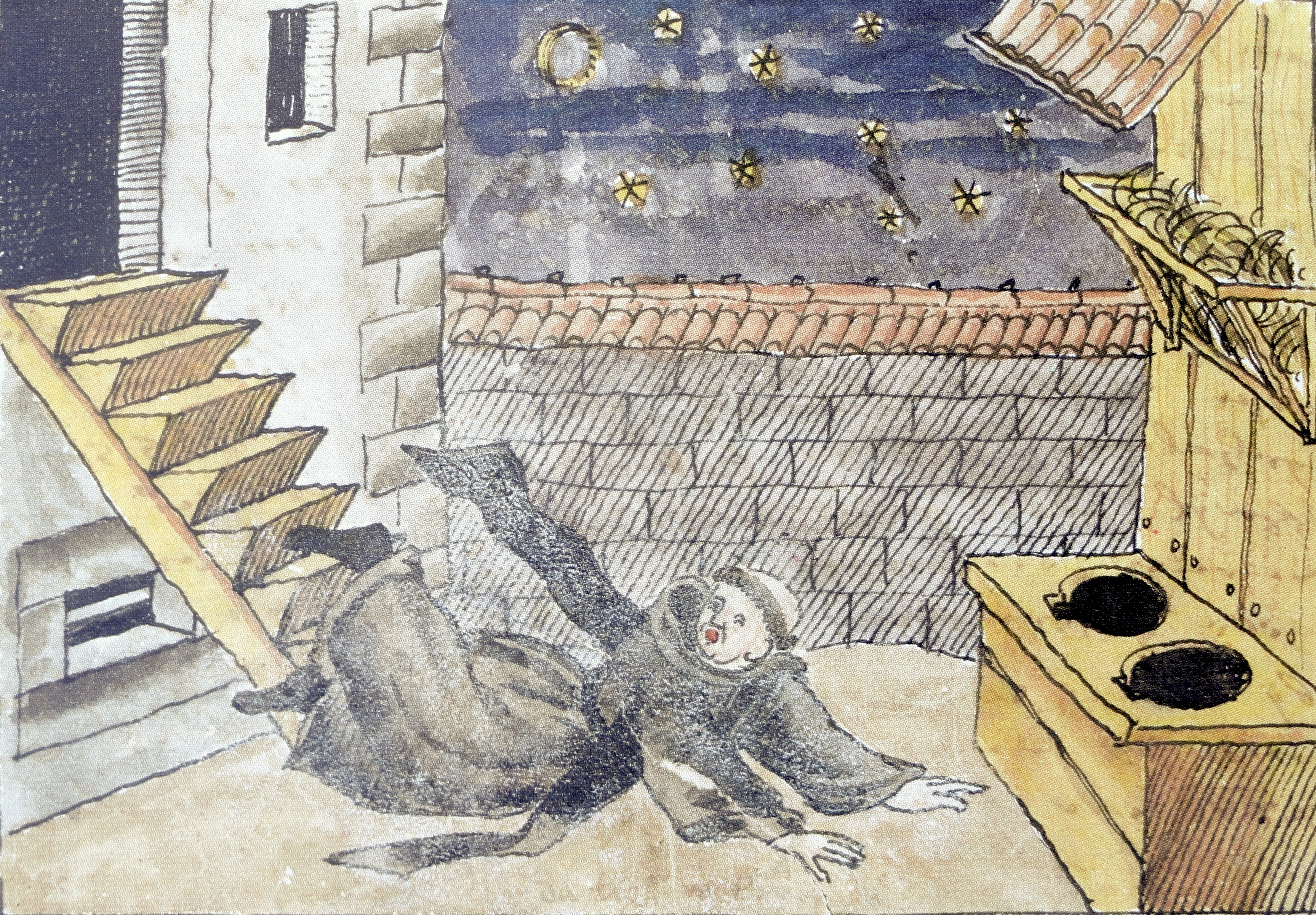
Le moine Bastian Hegner tombe et meurt à Rapperswil le 12 novembre 1561
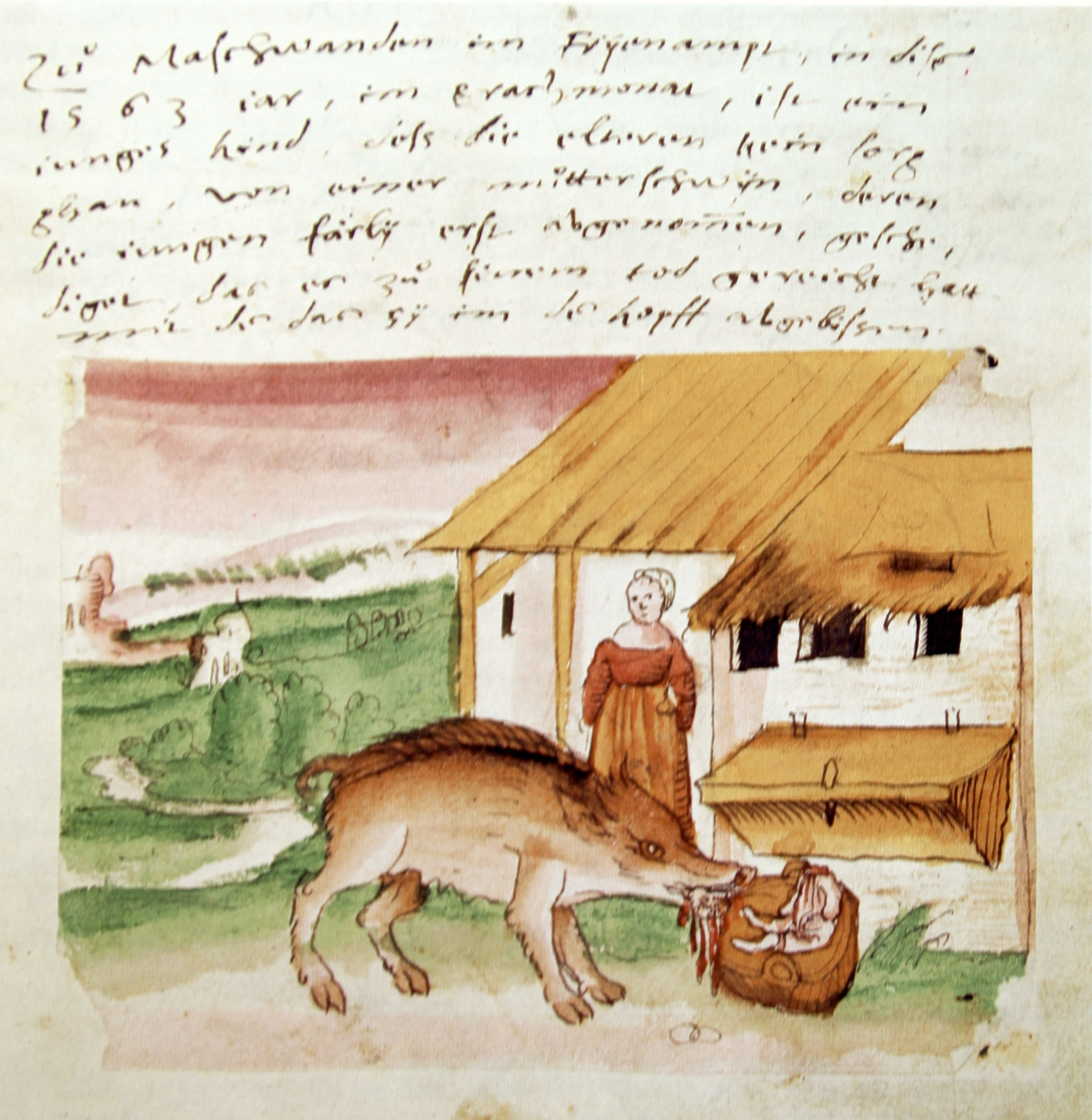
Un enfant à Maschwanden est attaqué par un cochon et meurt.
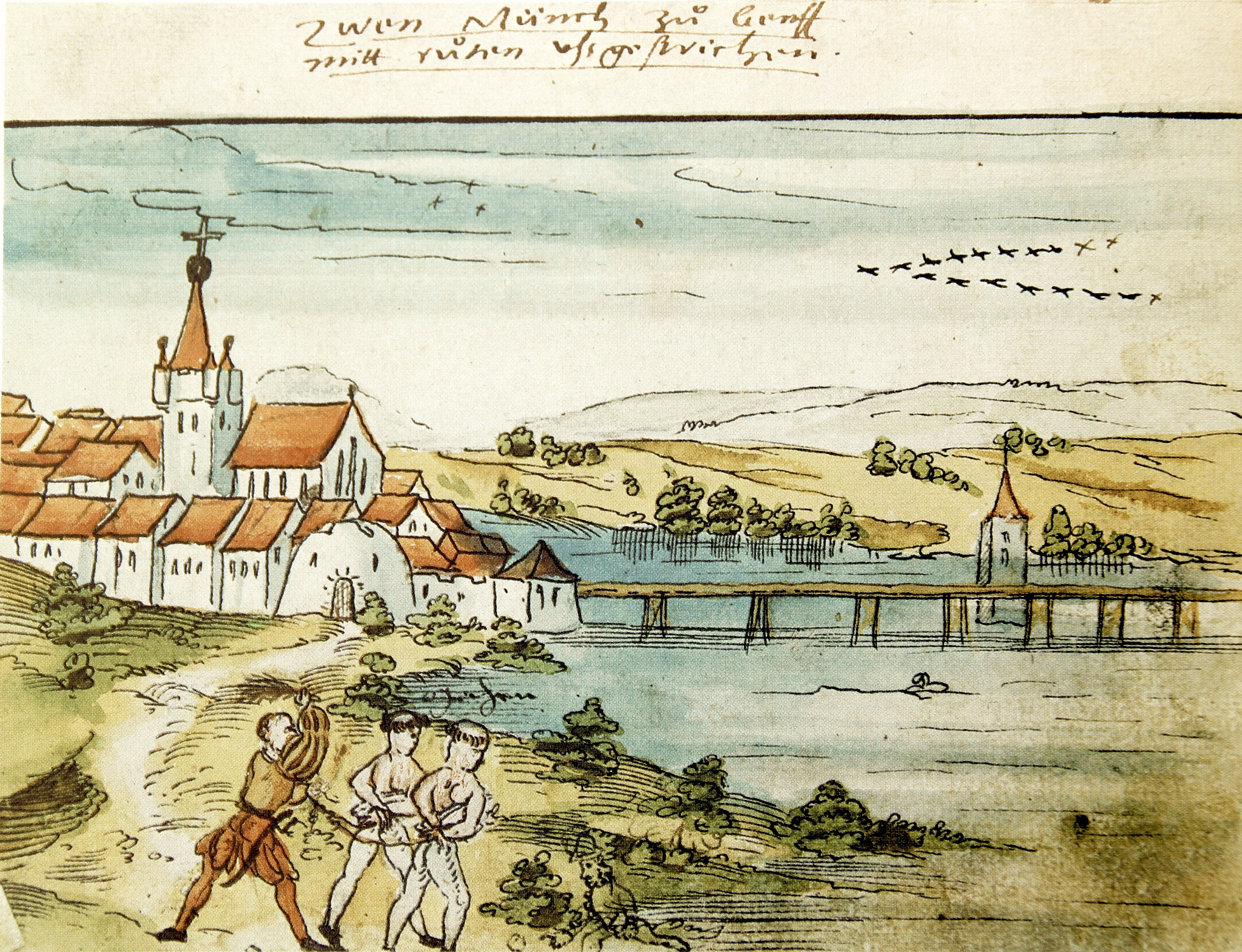
À Genève deux moines sont flagellés pour tricherie.
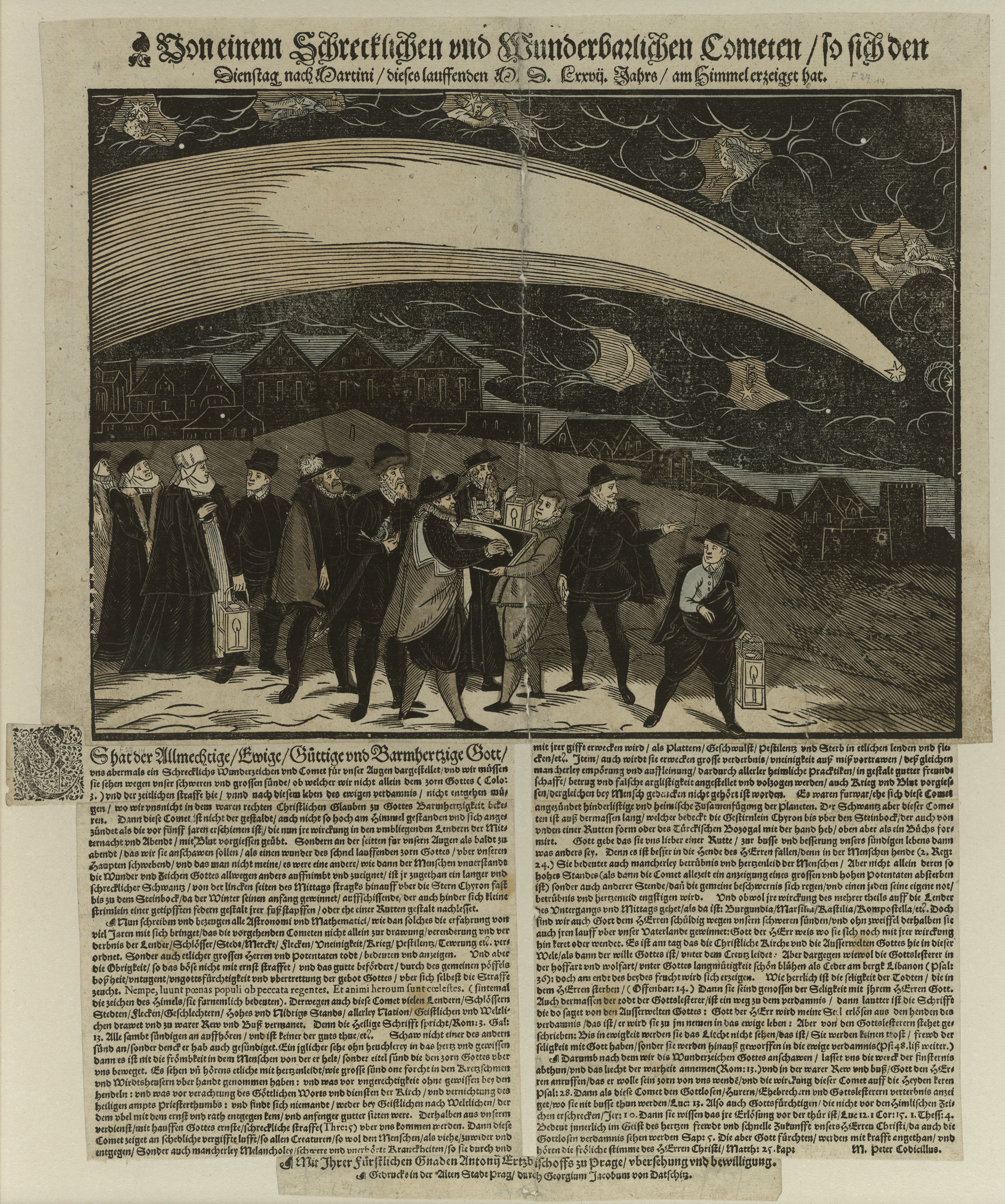
Grande comète de 1577, Prague, 12 novembre 1577